# Cosmesthes
Cosmesthes is een geslacht van kevers uit de familie bladsprietkevers (Scarabaeidae). Het geslacht werd voor het eerst wetenschappelijk beschreven in 1880 door Kraatz.

## Soorten
- Cosmesthes flavosparsa Moser, 1912
- Cosmesthes lineatocollis Kraatz, 1880